# Wspólnota administracyjna Ichenhausen
Wspólnota administracyjna Ichenhausen – wspólnota administracyjna (niem. Verwaltungsgemeinschaft) w Niemczech, w kraju związkowym Bawaria, w rejencji Szwabia, w regionie Donau-Iller, w powiecie Günzburg. Siedziba wspólnoty znajduje się w mieście Ichenhausen.
Wspólnota administracyjna zrzesza jedno miasto (Stadt), jedną gminę targową (Markt) oraz jedną gminę wiejską (Gemeinde): 
- Ellzee, 1 131 mieszkańców, 14,77 km²
- Ichenhausen, miasto, 8 411 mieszkańców, 34,22 km²
- Waldstetten, gmina targowa, 1 213 mieszkańców, 11,12 km²